# Kukówko
Kukówko (niem. Kukowken) – osada w Polsce położona w województwie warmińsko-mazurskim, w powiecie oleckim, w gminie Świętajno.
W latach 1975–1998 miejscowość administracyjnie należała do województwa suwalskiego.
Wieś lokowana na prawie magdeburskim 21 lutego 1472 roku. W tym czasie wielki mistrz Zakonu przez komtura z Pokarmina nadał Stańkowi Musowi 30 włók, zobowiązując go do dwóch służb zbrojnych.
W XVIII wieku wieś zamieszkana była przez wolnych chłopów i liczyła 170 mieszkańców.
W 1938 r. w ramach akcji germanizacyjnej zmieniono urzędową nazwę wsi na Heinrichstal.